# Első jonphjongi csata
Az első jonphjongi (yeonpyeong-i) csata (hangul: 제1연평해전, handzsa (hanja): 第1延坪海戰;  Cseil Jonphjong Hedzson (Jeil Yeonpyeong Haejeon)) egy Észak- és Dél-Korea között 1999. június közepén lezajlott tengeri ütközet volt, a déli Jonphjong (Yeonpyeong)-sziget közelében.

## Előzmények
A csata azután zajlott, miután Észak-Korea bejelentette, hogy át kívánja rajzolni a két Korea között a fegyverszünet megkötésekor kijelölt tengeri határvonalat. 1999. június 6-án az állami kézben lévő Koreai Központi Hírügynökség (KCNA) azt állította, hogy a tengeri határvonalat dél-koreai hadihajók sértették meg, mivel illegálisan északi vizek felé vették az irányt.
A következő napon 3 északi járőrhajó és 13, a Koreai Néphadsereg kötelékébe tartozó halászhajó átlépte az NLL vonalat, 5.6 tengeri mérföldre a Jonphjong (Yeonpyeong)-szigettől. A déli haditengerészet öt gyorscsónakkal és 4 járőrhajóval válaszolt, az északi határsértést megakadályozandó.
1–Jonphjong (Yeonpyeong)2–Pengnjong (Baengnyeong)3–Tecshong (Daecheong)

A vitatott határvonal Észak és Dél-Korea között a Sárga-tengeren:
A: Egyesült Nemzetek Szervezete által 1953-ban megszabott vonal
B: Észak-Korea által egyoldalúan megrajzolt „Korea-közi tengeri határvonal”, 1999
Az alábbi szigetek közel állnak mindkét határvonalhoz:
1–Jonphjong (Yeonpyeong)2–Pengnjong (Baengnyeong)3–Tecshong (Daecheong)

Június 8-án hét északi járőrhajó és 17 halásznaszád ismételten áthaladt az NLL vonalán helyi idő szerint 05:55 és 23:20 között. 20 déli gyorscsónak és 4 járőrhajó lett kivezényelve, és a déli halászhajókat a terület elhagyására kérték. A déli hadsereg vezetősége által kibocsátott közleményben az állt, hogy „merész választ” kell adni az északi provokációkra, ugyanakkor felhívja a figyelmet a kötelezettségszabályok betartására.
Az első fizikai konfrontáció június 9-én történt, amikor 6 északi járőrhajó és 5 halászhajó átlépte ismét a tengeri határvonalat. Mint az előző napon, ezúttal is 20 járőrcsónak és 4 járőrhajó lett kivezényelve. 6 óra 35 perckor egy északi járőrcsónak összeütközött egy déli gyorscsónakkal kisebb károkat okozva benne.
A dél-koreai nemzetvédelmi minisztérium kibocsátott egy állítmányt, amiben az északiakat megállásra szólítja fel. További összecsapások történtek másnap, amikor déli gyorscsónakok 4 északi járőrcsónakkal kerültek konfrontációba. A déli kormány ekkor döntött úgy, hogy erőszakkal válaszol a határsértésekre.
Június 11-én a déli haditengerészet elkezdett erőszakos válaszokat adni a folyamatos északi határsértésekre, „ütközéses offenzívát” vetettek be, aminek az volt a lényege hogy szabályosan nekimentek az északi csónakoknak. Négy északi hajó sérült, kettő súlyosabban, míg déli oldalról három csónak hajóteste rongálódott meg. Az északiak megtorlás gyanánt másnap a saját „ütközéses offenzívájukat” akarták megvalósítani, de a déliek egyszerűen kikerülték a csónakokat.
Az északiak három torpedócsónakot vezényelt ki másnap, a két déli Phohang (Pohang) osztályú korvett 14-én történő kihelyezésének hírére válaszul. Ezen a napon az északi járőrcsónakok 52, míg a halászhajóik 62 alkalommal sértették meg a tengeri határvonalat.

## Az ütközet
A csata június 15-én, reggel kezdődött. 20 északi halászhajó állomásozott az NLL-től délre, hozzájuk helyi idő szerint háromnegyed 9-kor csatlakozott négy járőrcsónak. A járőrcsónakok megpróbáltak nekimenni a déli hajóknak. 9 óra 4 perckor három északi torpedócsónak érkezett erősítés gyanánt, akik szintén a déli hajóknak akartak ütközni. A déliek ezúttal is kikerülték őket, és elkezdtek beléjükhajtani, összetörni a tatjukat.
A PT-381-es északi járőrcsónak két déli gyorshajó között találta magát, az egyik a tatját, a másik az oldalát „pofozta”. Fél 10 előtt két perccel a PT-381 legénysége géppuskákkal és 25mm-es ágyúkkal tüzelni kezdett a két déli hajóra. A déliek a lövéseket 20mm-es Gatling-géppuskával és 40 illetve 76mm-es lövegekkel viszonozták. Az elkövetkezendő közel negyed órában a déliek összesen 4584 lőszert használtak fel.
A csata egy 40 tonnás északi torpedócsónak elsüllyesztésével, egy 420 tonnás őrnaszád súlyos megrongálódásával, két 215 tonnás járőrcsónak haladásképtelenné tételével és két 70 tonnás járőrcsónak enyhe megrongálódásával zárult. Hivatalos déli becslések szerint 17 és 30 között van az északi halottak száma, ugyanakkor nem-hivatalos források szerint ez 100 felett is lehet. Egy déli járőrhajó és 4 gyorshajó sérült meg, és 9 tengerész sebesült meg enyhébben.

## A csata után
Az északiak 11:00-re visszavonultak az NLL túloldalára, és abbahagyták a határsértéseket. Habár a feszültség nőtt a konfliktus miatt, nem történtek egy ideig további összecsapások a két Korea között. A haditengerészetét ért súlyos veszteségek ellenére az északi kormány azt állította, hogy győzelmet arattak a déliek felett, ahogy a KCNA fogalmazott: Több, mint 10 ellenséges csatahajó égett ki vagy rongálódott meg súlyosan, nem maradt más választás számukra, mint menekülni, sok holttesttel és emberi maradvánnyal rajtuk.
Kisebb incidensek és összecsapások évekkel később történtek ismét. 2002-ben az úgynevezett második jonphjongi (yeonpyeong-i) csata majd 2009-ben a tecshongi (daecheong-i) csata. 2010 novemberében pedig, mikor az északi tüzérség tűz alá vette a Jonphjong (Yeonpyeong)-szigetet, újabb összecsapásokra került sor.